# Грета Салоуме Стеваунсдоуттир
Гре́та Сало́уме Стева́унсдо́уттир (исл. Greta Salóme Stefánsdóttir, род. 11 ноября 1986 в Мосфедльсбайре) — исландская певица и скрипачка, представительница Исландии на конкурсе песни Евровидение 2012 и Евровидение 2016.
С раннего детства увлекалась музыкой, в частности, с 4 лет училась игре на скрипке. 11 февраля 2012 года вместе с Йоунси представляла свою страну на конкурсе песни Евровидение 2012, который прошёл в Баку, с композицией «Never Forget».
Грета участвует в отборе Исландии на Евровидение 2016. 20 февраля стало известно, что она представит Исландию на Евровидении 2016 в Стокгольме. Исполнила песню «Hear Them Calling», но не прошла в финал.